# Базиликална цистерна
Базиликалната цистерна (на гръцки: Βασιλική κινστέρνή, на турски: Yerebatan Sarnıcı, „Подземна цистерна“' или Yerebatan Saray, „Подземен дворец“) е подземен резервоар за питейна вода с формата на хипостилна зала. Това е най-голямата от няколкостотин древни цистерни под днешен Истанбул, Турция, датиращи от Средновековието. Цистерната, разположена на 150 метра югозападно от „Света София“ на историческия полуостров Сарайбурну, е построена през VI век по време на управлението на византийския император Юстиниан I. Към началото на XXI век в нея има малко вода и е отворена за посещения.

## История
Тази подземна цистерна, на гръцки: κινστέρνη, е наречена „Базиликална“, защото е създадена под големия обществен площад на първия хълм на Константинопол. Преди построяването на цистерната, там се е издигала т. нар. Базиликална стоа, строена между III и IV век. През ранната римска епоха тя е средище на съдебната и административна власт и книжовен център. Според древните историци църквата е построена от император Константин I и е включена в комплекса на Големия императорски дворец. След пожар през 476 г. е реконструирана от военачалника Ил. Историческите текстове свидетелстват, че в изграждането на цистерната са участвали 7000 роби и че базиликата е имала градини, заобиколени с колонада и обърнати към „Света София“. По-късно е възстановена и разширена от император Юстиниан след бунтовете Ника от 532 г., които опустошават Константинопол.
Цистерната е осигурявала система за филтриране на вода за Големия императорски дворец и други сгради на Първия хълм. След османското завладяване през 1453 г. продължавала още известно време да осигурява вода за двореца Топкапъ, но тъй като османците предпочитали течащата вода пред тази от резервоари, те изградили собствена водоснабдителна система. Цистерните потънали в забрава, докато през 1544 – 1550 в града не дошъл френският пътешественик П. Гилиус (Petrus Gyllius). По време на своите обиколки той забелязал, че населението вади от земята вода с кофа, а и също риба. При трудни условия Гилиус обиколил с лодка залата, като я измерва и преброява колоните. Своите изследвания той описва в пътепис и по този начин цистерните стават известни на Западния свят. По-късно всеки пътешественик, посетил Истанбул, държал непременно да види и цистерните.

## Описание
Тази цистерна с размер на катедрала е подземна зала с размери приблизително 138 метра на 65 метра – около 9800 квадратни метра на площ – способна да побере 80 000 кубични метра вода. Таванът се поддържа от „гора“ от 336 мраморни колони, всяка с височина 8 метра. Те са подредени в 12 реда по 28 колони, на разстояние 5 метра една от друга. Капителите на колоните са предимно в йонийски и коринтски стил, с изключение на няколко в дорийски стил, най-общо без гравюри. Една от колоните е гравирана с релефни изображения на кокоше око, наклонени клони и сълзи. Тази колона наподобява колоните на Триумфалната арка на Теодосий I от IV век (379 – 395 г. сл. Хр.), издигната на площад „Форум Таври“. Според исторически текстове сълзите върху колоната отдават почит на стотиците роби, загинали по време на строежа на цистерната. По-голямата част от колоните в цистерната изглежда са били пренесени от руините на по-стари сгради и вероятно са донесени в Константинопол от различни части на империята, заедно с тези, използвани при изграждането на Света София. Те са изработени и гравирани от различни видове мрамор и гранит.
Към входа водят надолу петдесет и две каменни стъпала. Цистерната е изградена със стена от огнеупорни тухли с дебелина 4 метра и покрита с хидроизолационен разтвор. Водата на цистерната Базилика идва от водоразпределителния център Еърикапъ в Белградската гора, който се намира на 19 километра северно от града. Той преминава през 971-метровия акведукт Валенс и 115-метровия акведукт Mаалова, който е построен от император Юстиниан.
Тежестта на покрива се поема от колоните посредством кръстообразни сводове и кръгли арки.
От създаването си Цистерната Базилика е претърпяла няколко реставрации. Първият ремонт е извършен по време на Османската империя през XVIII век по време на управлението на Ахмед III през 1723 г. от архитекта Мохамед Ага от Кайсери. Вторият основен ремонт е завършен през XIX век по време на управлението на султан Абдул Хамид II (1876 – 1909). Пукнатините в зидарията и повредените колони са ремонтирани през 1968 г. с допълнителна реставрация през 1985 г. от Метрополитен музей в Истанбул. По време на тази реставрацията са извадени 50 000 тона кал и навсякъде са построени платформи, за да заменят лодките, използвани някога за посещение. Цистерната е отворена за посетители в сегашното си състояние на 9 септември 1987 г. През май 1994 г. цистерната е извършено допълнително почистване. Последната реконструкция завършва през 2022 г. При нея са изцяло реставрирани входно-изходните пътища, като е поставен стъклен покрив, под който посетителите да изчакват реда си. Извършени са укрепителни работи по колоните, стените и сводовете вътре в сградата, реставрирани са по съвременни методи и е подсилена земетръсната им устойчивост.

### Колонни бази с главата на Медуза
Две от колоните се отличават от останалите. Разположени в северозападния ъгъл на цистерната, техните основи представляват блокове, издълбани с лика на Медуза. Произходът на двете глави е неизвестен, въпреки че се смята, че главите са били донесени в цистерната, след като са били извадени от сграда от късния римски период. Няма писмени доказателства, които да предполагат, че преди това са били използвани като постаменти на колони. Традицията гласи, че блоковете са ориентирани настрани и обърнати, за да неутрализират силата на погледа на Горгоните; обаче, широко се смята, че един е бил поставен настрани само за да има правилния размер, за да поддържа колоната. Това обаче не би обяснило поставянето на обърнатата с главата надолу Медуза, тъй като тя щеше да бъде на същата височина с дясната страна нагоре.

## В популярната култура
Цистерната е използвана като място за филма за Джеймс Бонд от 1963 г. От Русия с любов. Във филма се споменава, че е построена от император Константин, без споменаване на Юстиниан, и че уж се намира под съветското консулство. Реалното местоположение е на значително разстояние от бившето съветско (сега руско) консулство, което се намира в Бейоулу, „по-новата“ европейска част на Истанбул, от другата страна на Златния рог.
Финалът на филма от 2009 г. „Интернационалът“ се развива във фантастична смесица от сгради в Стария град, изобразявайки цистерната Базилика разположена под джамията Султан Ахмед, която във филма е в непосредствена близост до джамията Сюлеймание.
Във видеоиграта от 2011 г., Assassin's Creed: Revelations, контролираният от играча герой, Ецио Аудиторе, получава шанса да изследва част от тази цистерна в поредица от спомени, озаглавена The Yerebatan Cistern.
Цистерната е включена и във филмовия трилър на Жан-Батист Андреа „Братството на сълзите“ (Brotherhood of Tears, 2013). В поредицата главният герой, действащ като транспортьор (изигран от Джеръми Рение), доставя куфар на мистериозен клиент (изигран от турския актьор Али Пинар).
Цистерната и колоната с обърнатата глава на Медуза са включени в романа на Дан Браун от 2013 г. „Ад“, както и в неговата филмова адаптация от 2016 г.